# كارلوس ماريو رودريغيز
كارلوس ماريو رودريغيز (بالإسبانية: Carlos Mario Rodríguez)‏ (30 يناير 1995 في كولومبيا - ) هو لاعب كرة قدم كولومبي في مركز الوسط. لعب مع نادي بويبلا وأتلتيكو كالي وفورتاليزا الكولومبي.

## وصلات خارجية
- كارلوس ماريو رودريغيز على موقع قاعدة بيانات كرة القدم.إي يو (الإنجليزية)
- كارلوس ماريو رودريغيز على موقع Soccerway.com (الإنجليزية)
- كارلوس ماريو رودريغيز على موقع عالم كرة القدم.نت (الإنجليزية)
- كارلوس ماريو رودريغيز على موقع AS.com (الإسبانية)